# Paulius Dambrauskas
Paulius Dambrauskas (ur. 16 grudnia 1991 w Wilnie) – litewski koszykarz, występujący na pozycji rozgrywającego.
13 lipca 2017 został zawodnikiem MKS-u Dąbrowy Górniczej.
28 czerwca 2019 dołączył do Arged BM Slam Stali Ostrów Wielkopolski.
14 września 2020 zawarł umowę z ENEA Astorią Bydgoszcz. 7 kwietnia 2021 podpisał kontrakt z Sharks Antibes, występującym w II idze francuskiej (Pro-B). Następnie został po raz kolejny w karierze zawodnikiem ENEA Astorii Bydgoszcz.

## Osiągnięcia
Na podstawie, o ile nie zaznaczono inaczej.
Drużynowe
- Brązowy medalista mistrzostw Litwy (2019)
- Uczestnik rozgrywek pucharu FIBA Europe (2016)
- Finalista superpucharu Polski (2019)[9]

Reprezentacja
- Uczestnik:
  - uniwersjady (2015 – 6. miejsce)
  - mistrzostw Europy U–20 (2010 – 9. miejsce, 2011 – 14. miejsce)